# Chiesa di Santiago di Betanzos
La chiesa di Santiago di Betanzos è un monumento religioso situato a Betanzos, a nord della comunità autonoma galiziana presso La Coruña.
L'edificio esemplifica la transizione dell'architettura della regione dal Romanico al Gotico: questo passaggio è stato talvolta ostile vista l'ampia diffusione del cosiddetto romanico rural. Le motivazioni vanno ricercate nella radicata ruralità del romanico in contrapposizione allo sviluppo urbano del periodo gotico.
La chiesa è stata fondata agli inizi del XV secolo su un precedente romanico da Fernán Pérez de Andrade, detto "O Mozo" (il giovane), signore feudale della storica comarca de Betanzos.

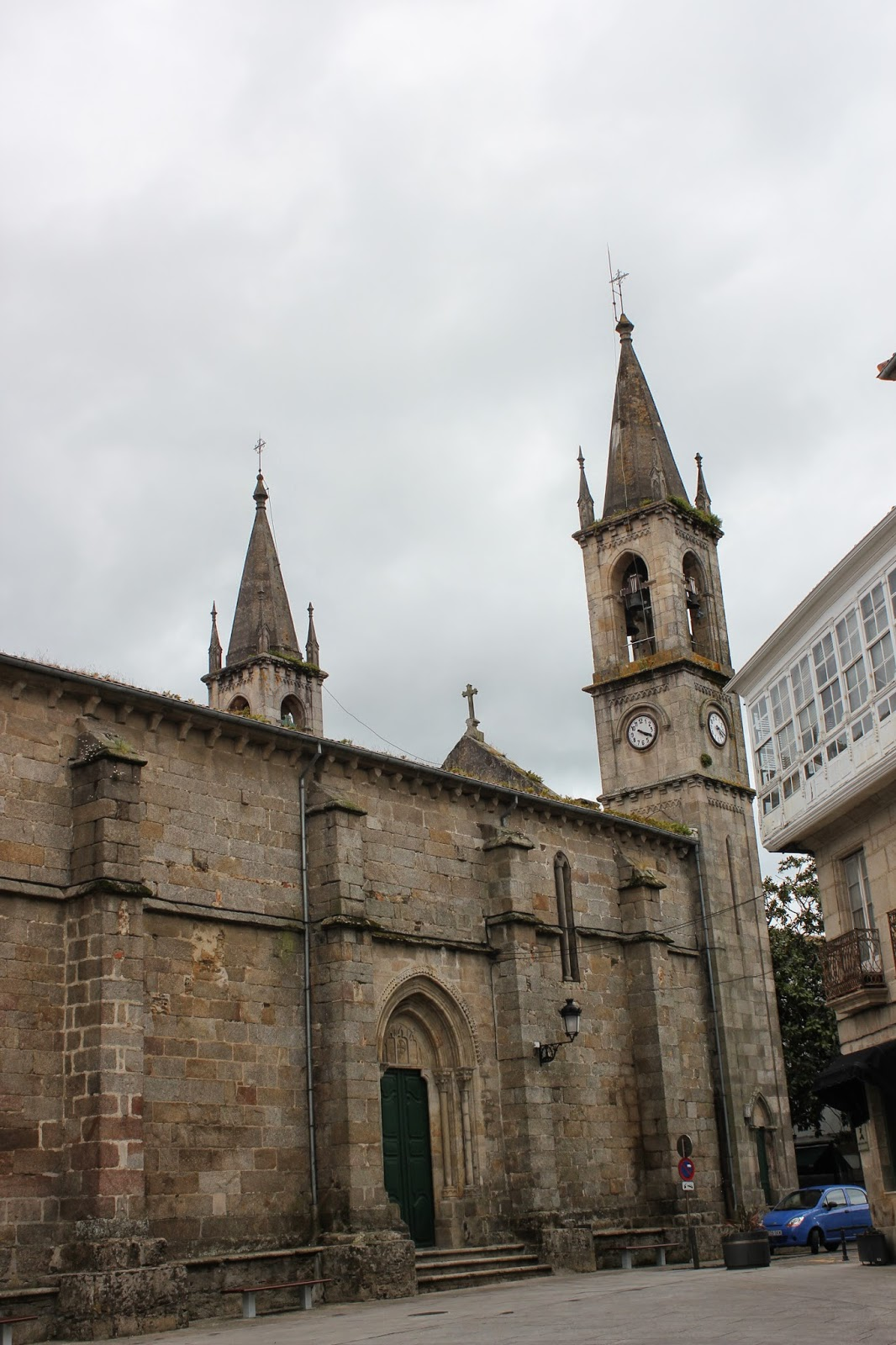
Facciata ovest chiesa di Betanzos

Essa si inserisce nella tradizione giacobea, ossia di culto nei confronti di San Giacomo ed è collocata nell'itinerario del cammino inglese. I pellegrini accedevano all'interno della chiesa tramite la porta sud, detta "Porta Santa", dove attualmente si trova la sagrestia.

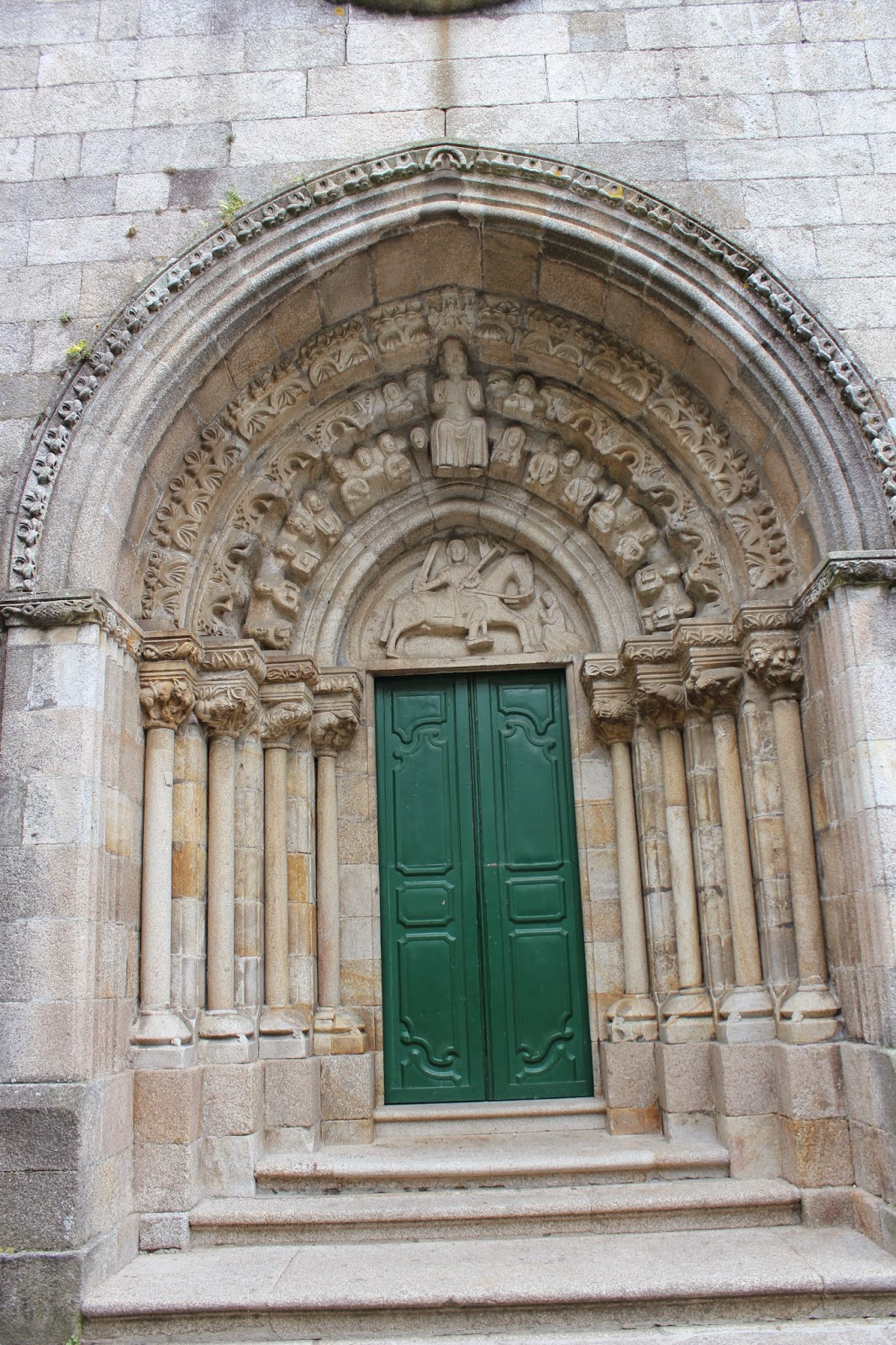
Il portale principale con Santiago Matamoros

Lo schema planimetrico è quello basilicale a tre navate, di cui la centrale più larga di quelle laterali. È suddivisa longitudinalmente in cinque campate rettangolari e la terminazione consta di tre absidi poligonali sulle cui facciate si aprono finestre panoramiche. È priva di transetto ed è dotata di cappelle laterali, tra le quali spicca quella dell'arcidiacono Pedro de Ben, con una pala d'altare di alta qualità di Cornelis de Holanda, uno scultore fiammingo documentato prevalentemente in Galizia. Internamente risalta un portico che si ispira al Portico della Gloria di Santiago di Compostela. Le campate sono suddivise da arconi a sesto acuto sorretti da pilastri a fascio e presenta copertura a cassettoni lignei. Nella zona absidale si trovano tre figure, un Cristo in croce tra la Vergine e Santiago pellegrino.
La facciata è a capanna a doppio spiovente, affiancata da due torri campanarie; è stata riedificata al principio del XX secolo in stile neogotico. Sul profilo dei salienti una teoria di archetti pensili, che assieme alla forma della facciata ricorda tratti del romanico lombardo. Al di sotto un piccolo rosone.

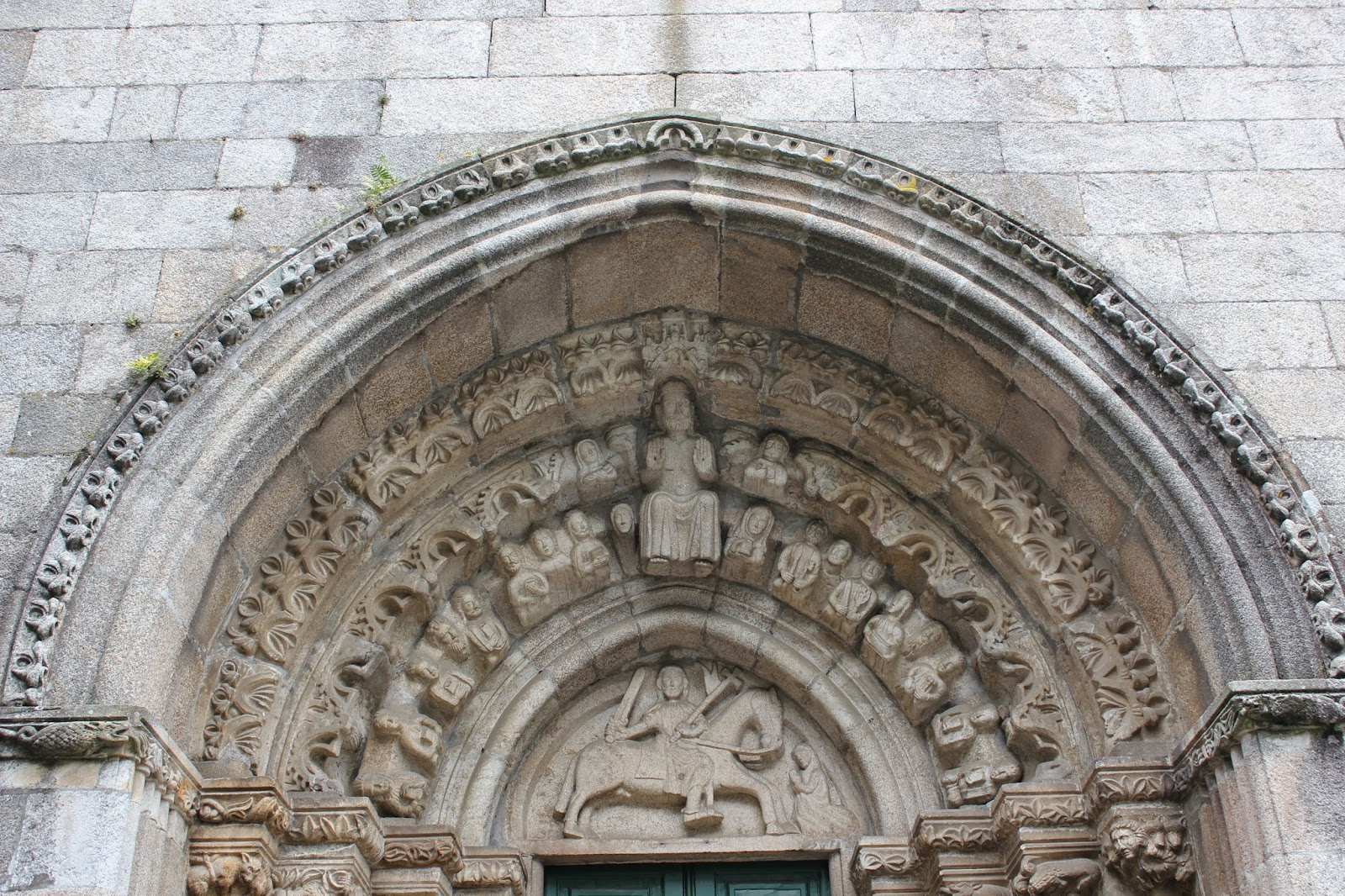
Timpano

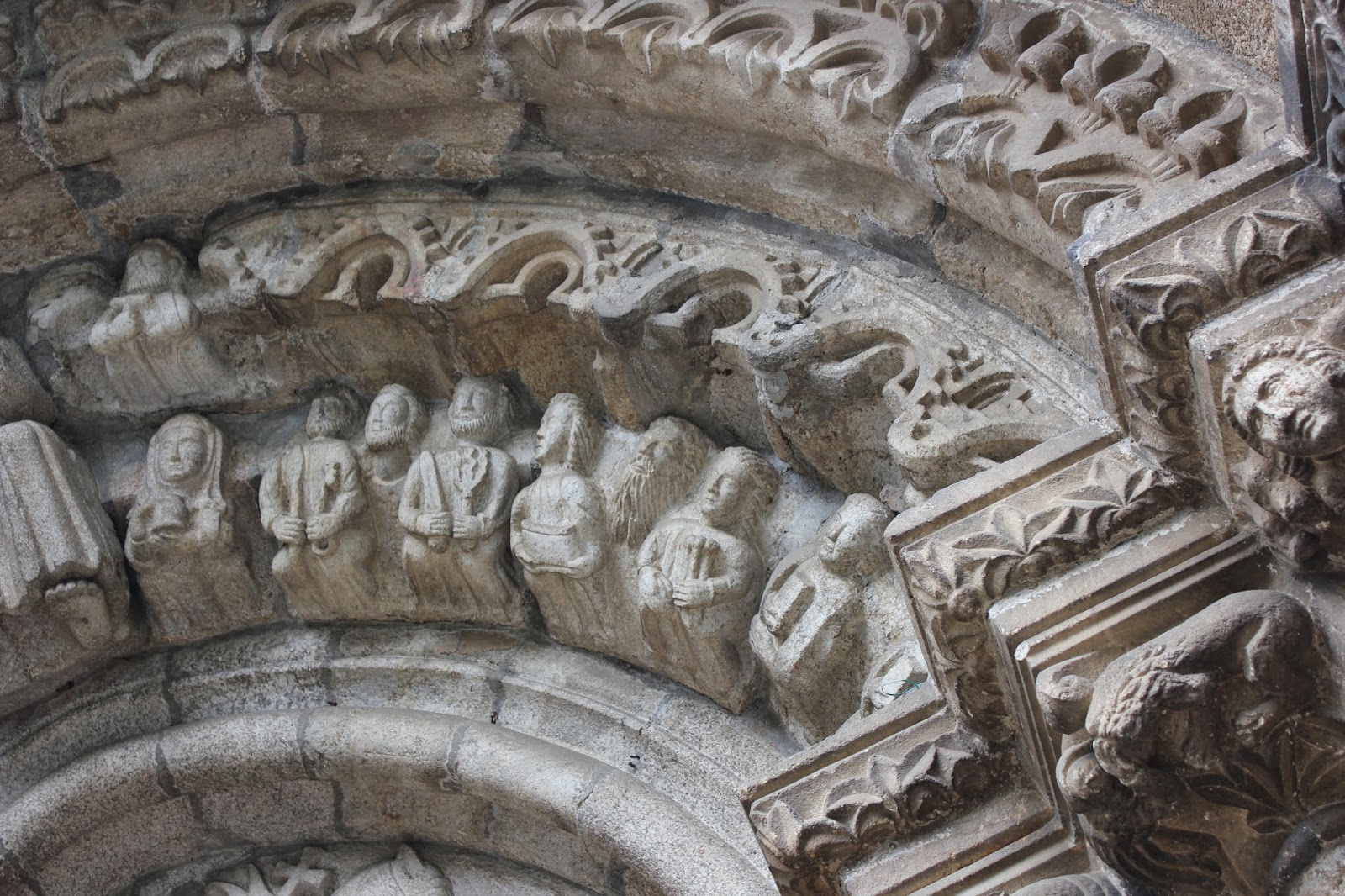
Dettagli portale: archivolti

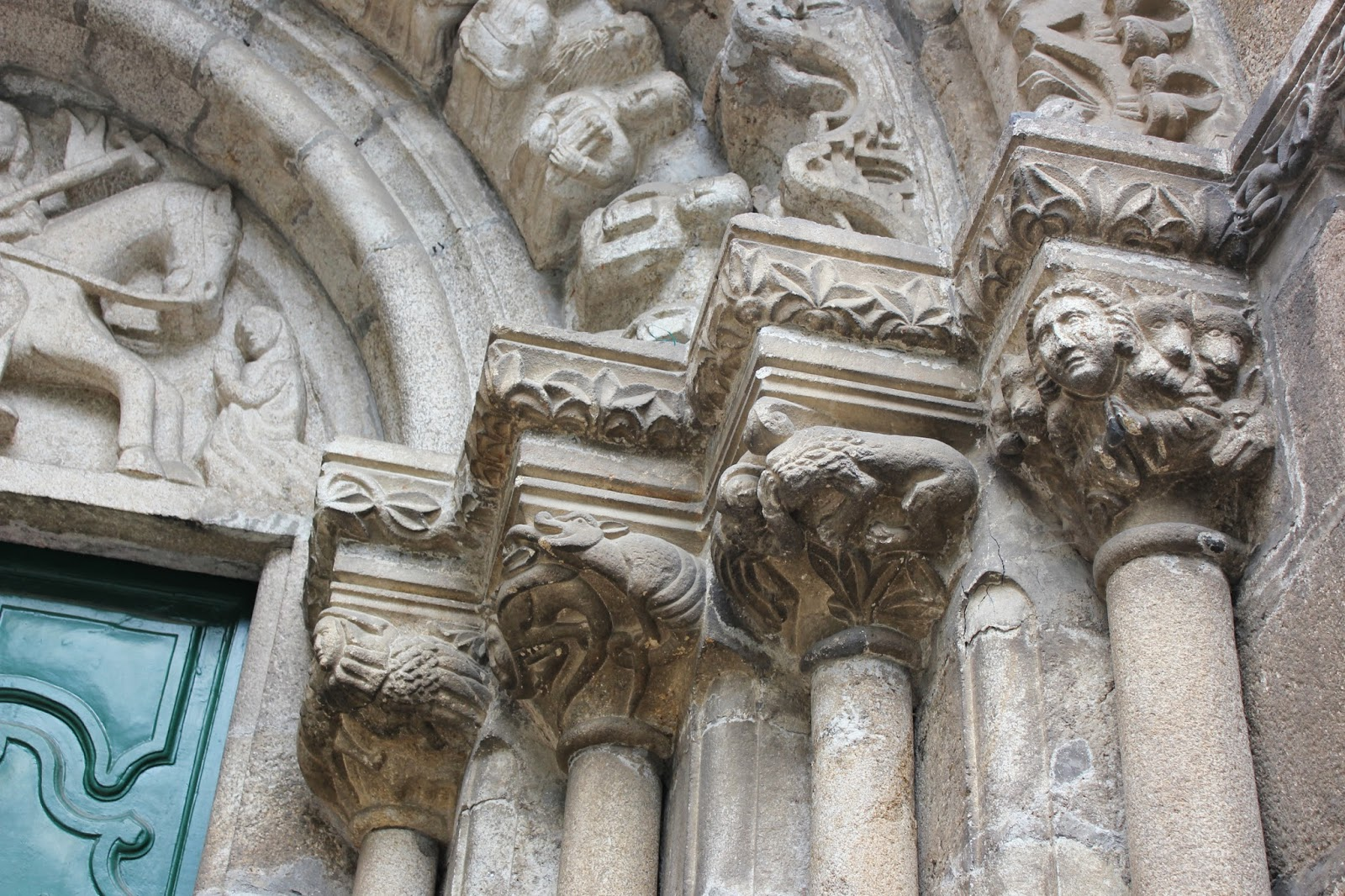
Dettagli portale: capitelli

L'elemento che però risalta maggiormente è il portale della facciata occidentale. Esso presenta una decorazione di archivolti acuti stratificati e colonne addossate: nella parte più interna si vedono figure radiali con apostoli e una figura centrale, un Cristo in Maestà, seduto in atteggiamento benedicente. Il timpano del portale raffigura il Santiago Matamoros con una dama orante ai suoi piedi in attitudine elogiativa. La scultura rappresenterebbe l'Apostolo a cavallo, con croce e spada, dopo aver liberato i monarca cristiani ispanici dal leggendario "tributo delle cento donzelle"..